# Grand Prix Júnior de Patinação Artística no Gelo de 2004–05
O Grand Prix Júnior de Patinação Artística no Gelo de 2004–05 foi a oitava temporada do Grand Prix ISU Júnior, uma série de competições de nível júnior de patinação artística no gelo disputada na temporada 2004–05. São distribuídas medalhas em quatro disciplinas, individual masculino e individual feminino, duplas e dança no gelo. Os patinadores ganham pontos com base na sua posição em cada evento e os oito primeiros de cada disciplina são qualificados para competir na final do Grand Prix Júnior, realizada em Helsinque, Finlândia.
A competição é organizada pela União Internacional de Patinação (em inglês:  International Skating Union), a série Grand Prix começou em 26 de agosto e continuaram até 5 de dezembro de 2004.

## Calendário
| #     | Evento                                  | Localização                   | Data                 | Ref         |
| ----- | --------------------------------------- | ----------------------------- | -------------------- | ----------- |
| 1     | Grand Prix Júnior de Courchevel de 2004 | Courchevel, França            | 26–28 de agosto      | [ 1 ]       |
| 2     | Grand Prix Júnior de Budapeste de 2004  | Budapeste, Hungria            | 1–5 de setembro      | [ 2 ] [ 3 ] |
| 3     | Skate Long Beach de 2004                | Long Beach, Estados Unidos    | 9–12 de setembro     | [ 4 ]       |
| 4     | Grand Prix Júnior de Harbin de 2004     | Harbin, China                 | 16–19 de setembro    | [ 5 ]       |
| 5     | Belgrade Sparrow de 2004                | Belgrado, Sérvia e Montenegro | 22–25 de setembro    | [ 6 ] [ 7 ] |
| 6     | Ukrainian Souvenir de 2004              | Kiev, Ucrânia                 | 29 de set.–3 de out. | [ 8 ]       |
| 7     | Blue Swords de 2004                     | Chemnitz, Alemanha            | 7–9 de outubro       | [ 9 ]       |
| 8     | Harghita Cup de 2004                    | Miercurea Ciuc, Romênia       | 12–15 de outubro     | [ 10 ]      |
| Final | Final do Grand Prix Júnior de 2004–05   | Helsinque, Finlândia          | 2–5 de dezembro      | [ 11 ]      |

## Medalhistas

### Grand Prix Júnior de Courchevel
| Evento                        | Ouro                                             | Prata                                     | Bronze                                             |
| Individual masculino detalhes | Yannick Ponsero · França                         | Andrei Lutai · Rússia                     | Jérémie Colot · França                             |
| Individual feminino detalhes  | Meagan Duhamel · Canadá                          | Kimmie Meissner · Estados Unidos          | Jessica Houston · Estados Unidos                   |
| Duplas detalhes               | Mariel Miller · Rockne Brubaker · Estados Unidos | Arina Ushakova · Alexander Popov · Rússia | Brooke Castile · Benjamin Okolski · Estados Unidos |
| Dança no gelo detalhes        | Morgan Matthews · Maxim Zavozin · Estados Unidos | Tessa Virtue · Scott Moir · Canadá        | Pernelle Carron · Edouard Dezutter · França        |

### Grand Prix Júnior de Budapeste
| Evento                        | Ouro                                                    | Prata                                       | Bronze                                     |
| Individual masculino detalhes | Alexander Uspenski · Rússia                             | Yasuharu Nanri · Japão                      | Sergei Voronov · Rússia                    |
| Individual feminino detalhes  | Kim Yuna · Coreia do Sul                                | Aki Sawada · Japão                          | Katy Taylor · Estados Unidos               |
| Duplas detalhes               | Sydney Schmidt · Christopher Pottenger · Estados Unidos | Lindsey Seitz · Andy Seitz · Estados Unidos | Alina Dikhtiar · Fillip Zalevski · Ucrânia |
| Dança no gelo detalhes        | Anna Cappellini · Matteo Zanni · Itália                 | Allie McCurdy · Michael Coreno · Canadá     | Trina Pratt · Todd Gilles · Estados Unidos |

### Skate Long Beach
| Evento                        | Ouro                                             | Prata                                        | Bronze                                        |
| Individual masculino detalhes | Dennis Phan · Estados Unidos                     | Christopher Mabee · Canadá                   | Princeton Kwong · Estados Unidos              |
| Individual feminino detalhes  | Mao Asada · Japão                                | Kimmie Meissner · Estados Unidos             | Danielle Kahle · Estados Unidos               |
| Duplas detalhes               | Jessica Dubé · Bryce Davison · Canadá            | Aaryn Smith · Will Chitwood · Estados Unidos | Michelle Cronin · Brian Shales · Canadá       |
| Dança no gelo detalhes        | Morgan Matthews · Maxim Zavozin · Estados Unidos | Siobhan Karam · Joshua McGrath · Canadá      | Anastasia Gorshkova · Ilia Tkachenko · Rússia |

### Grand Prix Júnior de Harbin
| Evento                        | Ouro                                      | Prata                                        | Bronze                                     |
| Individual masculino detalhes | Mikhail Magerovski · Rússia               | Jamal Othman · Suíça                         | Kazumi Kishimoto · Japão                   |
| Individual feminino detalhes  | Nana Takeda · Japão                       | Kim Yuna · Coreia do Sul                     | Jessica Dubé · Canadá                      |
| Duplas detalhes               | Maria Mukhortova · Maxim Trankov · Rússia | Jessica Dubé · Bryce Davison · Canadá        | Elena Efaieva · Alexei Menshikov · Rússia  |
| Dança no gelo detalhes        | Tessa Virtue · Scott Moir · Canadá        | Natalia Mikhailova · Arkadi Sergeev · Rússia | Trina Pratt · Todd Gilles · Estados Unidos |

### Belgrade Sparrow
| Evento                        | Ouro                                          | Prata                                         | Bronze                                       |
| Individual masculino detalhes | Christopher Mabee · Canadá                    | Shaun Rogers · Estados Unidos                 | Sergei Dobrin · Rússia                       |
| Individual feminino detalhes  | Laura Lepistö · Finlândia                     | Jane Bugaeva · Estados Unidos                 | Signe Ronka · Canadá                         |
| Duplas detalhes               | Julia Vlassov · Drew Meekins · Estados Unidos | Aaryn Smith · Will Chitwood · Estados Unidos  | Angelika Pylkina · Niklas Hogner · Suécia    |
| Dança no gelo detalhes        | Anna Cappellini · Matteo Zanni · Itália       | Anastasia Gorshkova · Ilia Tkachenko · Rússia | Meryl Davis · Charlie White · Estados Unidos |

### Ukrainian Souvenir
| Evento                        | Ouro                                             | Prata                                          | Bronze                                        |
| Individual masculino detalhes | Yasuharu Nanri · Japão                           | Dennis Phan · Estados Unidos                   | Nobunari Oda · Japão                          |
| Individual feminino detalhes  | Mao Asada · Japão                                | Veronika Kropotina · Rússia                    | Aki Sawada · Japão                            |
| Duplas detalhes               | Arina Ushakova · Alexander Popov · Rússia        | Katelyn Uhlig · Colin Loomis · Estados Unidos  | Julia Vlassov · Drew Meekins · Estados Unidos |
| Dança no gelo detalhes        | Anastasia Platonova · Andrei Maximishin · Rússia | Petra Pachlová · Petr Knoth · República Tcheca | Allie McCurdy · Michael Coreno · Canadá       |

### Blue Swords
| Evento                        | Ouro                                         | Prata                                          | Bronze                                       |
| Individual masculino detalhes | Jamal Othman · Suíça                         | Alexander Uspenski · Rússia                    | Princeton Kwong · Estados Unidos             |
| Individual feminino detalhes  | Kiira Korpi · Finlândia                      | Danielle Kahle · Estados Unidos                | Katy Taylor · Estados Unidos                 |
| Duplas detalhes               | Maria Mukhortova · Maxim Trankov · Rússia    | Brittany Vise · Nicholas Kole · Estados Unidos | Angelika Pylkina · Niklas Hogner · Suécia    |
| Dança no gelo detalhes        | Natalia Mikhailova · Arkadi Sergeev · Rússia | Camilla Pistorello · Luca Lanotte · Itália     | Alexandra Zaretsky · Roman Zaretsky · Israel |

### Harghita Cup
| Evento                        | Ouro                                             | Prata                                            | Bronze                                       |
| Individual masculino detalhes | Ryo Shibata · Japão                              | Sergei Dobrin · Rússia                           | Mikhail Magerovski · Rússia                  |
| Individual feminino detalhes  | Akiko Kitamura · Japão                           | Nana Takeda · Japão                              | Jessica Houston · Estados Unidos             |
| Duplas detalhes               | Tatiana Kokoreva · Egor Golovkin · Rússia        | Mariel Miller · Rockne Brubaker · Estados Unidos | Elena Efaieva · Alexei Menshikov · Rússia    |
| Dança no gelo detalhes        | Anastasia Platonova · Andrei Maximishin · Rússia | Alexandra Zaretsky · Roman Zaretsky · Israel     | Meryl Davis · Charlie White · Estados Unidos |

### Final do Grand Prix Júnior
| Evento                        | Ouro                                             | Prata                                          | Bronze                                           |
| Individual masculino detalhes | Dennis Phan · Estados Unidos                     | Yasuharu Nanri · Japão                         | Alexander Uspenski · Rússia                      |
| Individual feminino detalhes  | Mao Asada · Japão                                | Kim Yuna · Coreia do Sul                       | Kimmie Meissner · Estados Unidos                 |
| Duplas detalhes               | Maria Mukhortova · Maxim Trankov · Rússia        | Brittany Vise · Nicholas Kole · Estados Unidos | Mariel Miller · Rockne Brubaker · Estados Unidos |
| Dança no gelo detalhes        | Morgan Matthews · Maxim Zavozin · Estados Unidos | Tessa Virtue · Scott Moir · Canadá             | Anna Cappellini · Matteo Zanni · Itália          |

## Classificação para a Final do Grand Prix Júnior
Cada patinador pontua dependendo da posição obtida, somando as duas melhores pontuações. Os oito melhores se classificam para disputa da final. A pontuação por eventos é a seguinte:
| Pos. | Pontos (Individuais/Dança) | Pontos (Duplas) |
| ---- | -------------------------- | --------------- |
| 1º   | 15                         | 15              |
| 2º   | 13                         | 13              |
| 3º   | 11                         | 11              |
| 4º   | 9                          | 9               |
| 5º   | 7                          | 7               |
| 6º   | 5                          | 5               |
| 7º   | 4                          | 4               |
| 8º   | 3                          | 3               |
| 9º   | 2                          | –               |
| 10º  | 1                          | –               |

### Classificados
|             | Masculino              | Feminino            | Duplas                                     | Dança no gelo                               |
| ----------- | ---------------------- | ------------------- | ------------------------------------------ | ------------------------------------------- |
| 1           | JPN Yasuharu Nanri     | JPN Mao Asada       | RUS Maria Mukhortova / Maxim Trankov       | ITA Anna Cappellini / Matteo Zanni          |
| 2           | RUS Alexander Uspenski | KOR Kim Yuna        | RUS Arina Ushakova / Alexander Popov       | USA Morgan Matthews / Maxim Zavozin         |
| 3           | USA Dennis Phan        | JPN Nana Takeda     | USA Mariel Miller / Rockne Brubaker        | RUS Anastasia Platonova / Andrei Maximishin |
| 4           | CAN Christopher Mabee  | USA Kimmie Meissner | CAN Jessica Dubé / Bryce Davison           | CAN Tessa Virtue / Scott Moir               |
| 5           | SUI Jamal Othman       | JPN Akiko Kitamura  | USA Julia Vlassov / Drew Meekins           | RUS Natalia Mikhailova / Arkadi Sergeev     |
| 6           | RUS Mikhail Magerovski | JPN Aki Sawada      | USA Aaryn Smith / Will Chitwood            | ISR Alexandra Zaretsky / Roman Zaretsky     |
| 7           | JPN Ryo Shibata        | USA Danielle Kahle  | RUS Tatiana Kokoreva / Egor Golovkin       | RUS Anastasia Gorshkova / Ilia Tkachenko    |
| 8           | RUS Sergei Dobrin      | CAN Meagan Duhamel  | USA Sydney Schmidt / Christopher Pottenger | CAN Allie McCurdy / Michael Coreno          |
| Substitutos |                        |                     |                                            |                                             |
| 1º          | FRA Yannick Ponsero    | USA Jane Bugaeva    | USA Brittany Vise / Nicholas Kole          | CZE Petra Pachlova / Petr Knoth             |
| 2º          | RUS Andrei Lutai       | USA Katy Taylor     | USA Lindsey Seitz / Andy Seitz             | USA Meryl Davis / Charlie White             |
| 3º          | USA Princeton Kwong    | USA Jessica Houston | SWE Angelika Pylkina / Niklas Hogner       | USA Trina Pratt / Todd Gilles               |